# Guglielmo VIII di Brunswick
Guglielmo VIII di Brunswick (Brunswick, 25 aprile 1806 – Sibyllenort, 18 ottobre 1884) Duca di Brunswick-Lüneburg, fu duca di Brunswick dal 1830 fino alla sua morte.

## Biografia

### I primi anni e la carriera militare
Guglielmo Augusto Luigi Massimiliano Federico era il figlio secondogenito di Federico Guglielmo di Brunswick e di sua moglie Maria e, dopo la morte del padre, nel 1815, fu, con il fratello, sottoposto alla tutela di suo zio, il principe reggente Giorgio.
Nel 1823 Guglielmo venne inviato a studiare all'Università Georg-August di Gottinga, mentre già dall'autunno del 1821 era entrato a far parte dell'esercito prussiano, dando così inizio al proprio addestramento militare. Più tardi Guglielmo stesso definirà questo periodo come uno dei più belli della sua vita. Il 30 ottobre 1821 Guglielmo era stato nominato rittermeister dell'Hannover e dal 17 febbraio 1826 capitano nel 2º reggimento della guardia a cavallo prussiana. Alla promozione a maggiore, il 22 ottobre 1827, fecero presto seguito quelle a maggiore generale (6 marzo 1843) e a tenente generale. Dal 30 marzo 1844 divenne generale di cavalleria ed infine il 27 giugno 1848 fu nominato feldmaresciallo, diventando nel contempo titolare del 7º reggimento di dragoni dell'esercito austriaco.

### La reggenza del ducato

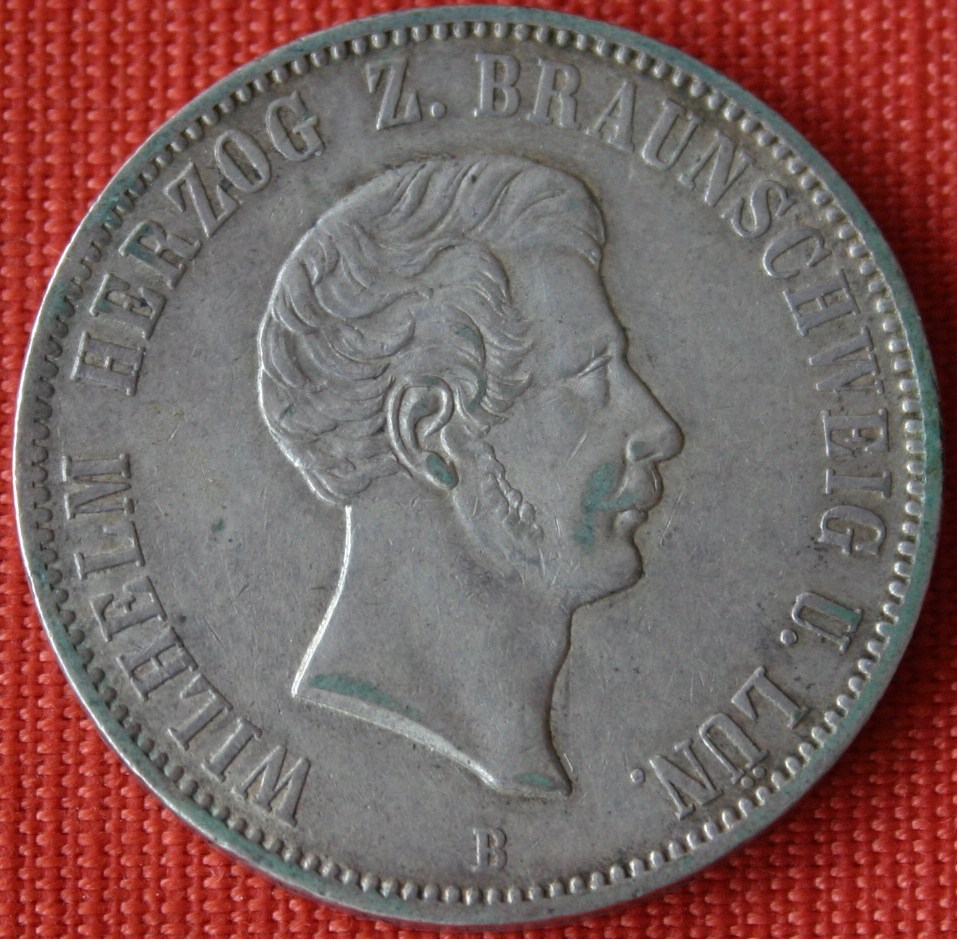
Tallero del 1853 con l'immagine di Guglielmo VIII di Brunswick

Quando il fratello Carlo fu deposto dal governo del ducato a seguito della rivolta del 1830, Guglielmo prese le redini del governo provvisoriamente, mentre il fratello partì per un esilio forzato. Nel 1831 una legge stabilita dalla Casa dei Guelfi ne fece, in modo definitivo, il nuovo duca regnante, anche se il fratello dall'estero provò più volte a riprendere il trono che riteneva gli spettasse.
Come governante, ad ogni modo, Guglielmo fu piuttosto disinteressato e lasciò gran parte delle attività amministrative ai propri ministri, preferendo spendere gran parte del proprio tempo libero nella tenuta di Oleśnica.
Pur avendo aderito alla Confederazione Tedesca del Nord nel 1866, le relazioni di Guglielmo con la Prussia furono contrastate, dal momento che questa si era rifiutata di riconoscere Ernesto Augusto, duca di Cumberland, il suo parente più vicino, come suo erede, essendo il duca di Cumberland già pretendente al trono del regno dell'Hannover, annesso dalla Prussia. Guglielmo morì nel 1884; egli cedette i propri possedimenti privati al duca di Cumberland. La sua morte causò la crisi costituzionale del Brunswick, che si concluse con l'ascesa di Ernesto Augusto III, figlio del duca di Cumberland, nel 1913.
Guglielmo morì senza prendere mai moglie, ma ebbe un numero considerevole di figli illegittimi.

## Antenati
|                                                      |                         |                                                | Genitori                                 |  |  | Nonni |  |  | Bisnonni                          |  |  | Trisnonni                                   |  |
|                                                      |                         |                                                |                                          |  |  |       |  |  | Carlo I di Brunswick-Wolfenbüttel |  |  | Ferdinando Alberto II di Brunswick-Lüneburg |  |
|                                                      |                         |                                                |                                          |  |  |       |  |  | Carlo I di Brunswick-Wolfenbüttel |  |  | Ferdinando Alberto II di Brunswick-Lüneburg |  |
|                                                      |                         | Antonietta Amalia di Brunswick-Wolfenbüttel    |                                          |  |  |       |  |  | Carlo I di Brunswick-Wolfenbüttel |  |  |                                             |  |
| Carlo Guglielmo Ferdinando di Brunswick-Wolfenbüttel |                         |                                                |                                          |  |  |       |  |  | Carlo I di Brunswick-Wolfenbüttel |  |  |                                             |  |
|                                                      |                         | Filippina Carlotta di Prussia                  | Federico Guglielmo I di Prussia          |  |  |       |  |  |                                   |  |  |                                             |  |
|                                                      |                         | Filippina Carlotta di Prussia                  | Federico Guglielmo I di Prussia          |  |  |       |  |  |                                   |  |  |                                             |  |
|                                                      |                         | Filippina Carlotta di Prussia                  | Sofia Dorotea di Hannover                |  |  |       |  |  |                                   |  |  |                                             |  |
| Federico Guglielmo di Brunswick                      |                         | Filippina Carlotta di Prussia                  |                                          |  |  |       |  |  |                                   |  |  |                                             |  |
|                                                      |                         | Federico, principe del Galles                  | Giorgio II di Gran Bretagna              |  |  |       |  |  |                                   |  |  |                                             |  |
|                                                      |                         | Federico, principe del Galles                  | Giorgio II di Gran Bretagna              |  |  |       |  |  |                                   |  |  |                                             |  |
|                                                      |                         | Federico, principe del Galles                  | Carolina di Brandeburgo-Ansbach          |  |  |       |  |  |                                   |  |  |                                             |  |
| Augusta di Hannover                                  |                         | Federico, principe del Galles                  |                                          |  |  |       |  |  |                                   |  |  |                                             |  |
|                                                      |                         | Augusta di Sassonia-Gotha-Altenburg            | Federico II di Sassonia-Gotha-Altenburg  |  |  |       |  |  |                                   |  |  |                                             |  |
|                                                      |                         | Augusta di Sassonia-Gotha-Altenburg            | Federico II di Sassonia-Gotha-Altenburg  |  |  |       |  |  |                                   |  |  |                                             |  |
|                                                      |                         | Augusta di Sassonia-Gotha-Altenburg            | Maddalena Augusta di Anhalt-Zerbst       |  |  |       |  |  |                                   |  |  |                                             |  |
| Guglielmo VIII di Brunswick                          |                         | Augusta di Sassonia-Gotha-Altenburg            |                                          |  |  |       |  |  |                                   |  |  |                                             |  |
|                                                      | Carlo Federico di Baden | Federico di Baden-Durlach                      |                                          |  |  |       |  |  |                                   |  |  |                                             |  |
|                                                      | Carlo Federico di Baden | Federico di Baden-Durlach                      |                                          |  |  |       |  |  |                                   |  |  |                                             |  |
|                                                      | Carlo Federico di Baden | Amalia di Nassau-Dietz                         |                                          |  |  |       |  |  |                                   |  |  |                                             |  |
| Carlo Luigi di Baden                                 | Carlo Federico di Baden |                                                |                                          |  |  |       |  |  |                                   |  |  |                                             |  |
|                                                      |                         | Carolina Luisa d'Assia-Darmstadt               | Luigi VIII d'Assia-Darmstadt             |  |  |       |  |  |                                   |  |  |                                             |  |
|                                                      |                         | Carolina Luisa d'Assia-Darmstadt               | Luigi VIII d'Assia-Darmstadt             |  |  |       |  |  |                                   |  |  |                                             |  |
|                                                      |                         | Carolina Luisa d'Assia-Darmstadt               | Carlotta di Hanau-Lichtenberg            |  |  |       |  |  |                                   |  |  |                                             |  |
| Maria Elisabetta Guglielmina di Baden                |                         | Carolina Luisa d'Assia-Darmstadt               |                                          |  |  |       |  |  |                                   |  |  |                                             |  |
|                                                      |                         | Luigi IX d'Assia-Darmstadt                     | Luigi VIII d'Assia-Darmstadt             |  |  |       |  |  |                                   |  |  |                                             |  |
|                                                      |                         | Luigi IX d'Assia-Darmstadt                     | Luigi VIII d'Assia-Darmstadt             |  |  |       |  |  |                                   |  |  |                                             |  |
|                                                      |                         | Luigi IX d'Assia-Darmstadt                     | Carlotta di Hanau-Lichtenberg            |  |  |       |  |  |                                   |  |  |                                             |  |
| Amalia d'Assia-Darmstadt                             |                         | Luigi IX d'Assia-Darmstadt                     |                                          |  |  |       |  |  |                                   |  |  |                                             |  |
|                                                      |                         | Carolina del Palatinato-Zweibrücken-Birkenfeld | Cristiano III del Palatinato-Zweibrücken |  |  |       |  |  |                                   |  |  |                                             |  |
|                                                      |                         | Carolina del Palatinato-Zweibrücken-Birkenfeld | Cristiano III del Palatinato-Zweibrücken |  |  |       |  |  |                                   |  |  |                                             |  |
|                                                      |                         | Carolina del Palatinato-Zweibrücken-Birkenfeld | Carolina di Nassau-Saarbrücken           |  |  |       |  |  |                                   |  |  |                                             |  |
|                                                      |                         | Carolina del Palatinato-Zweibrücken-Birkenfeld |                                          |  |  |       |  |  |                                   |  |  |                                             |  |